# Liubo

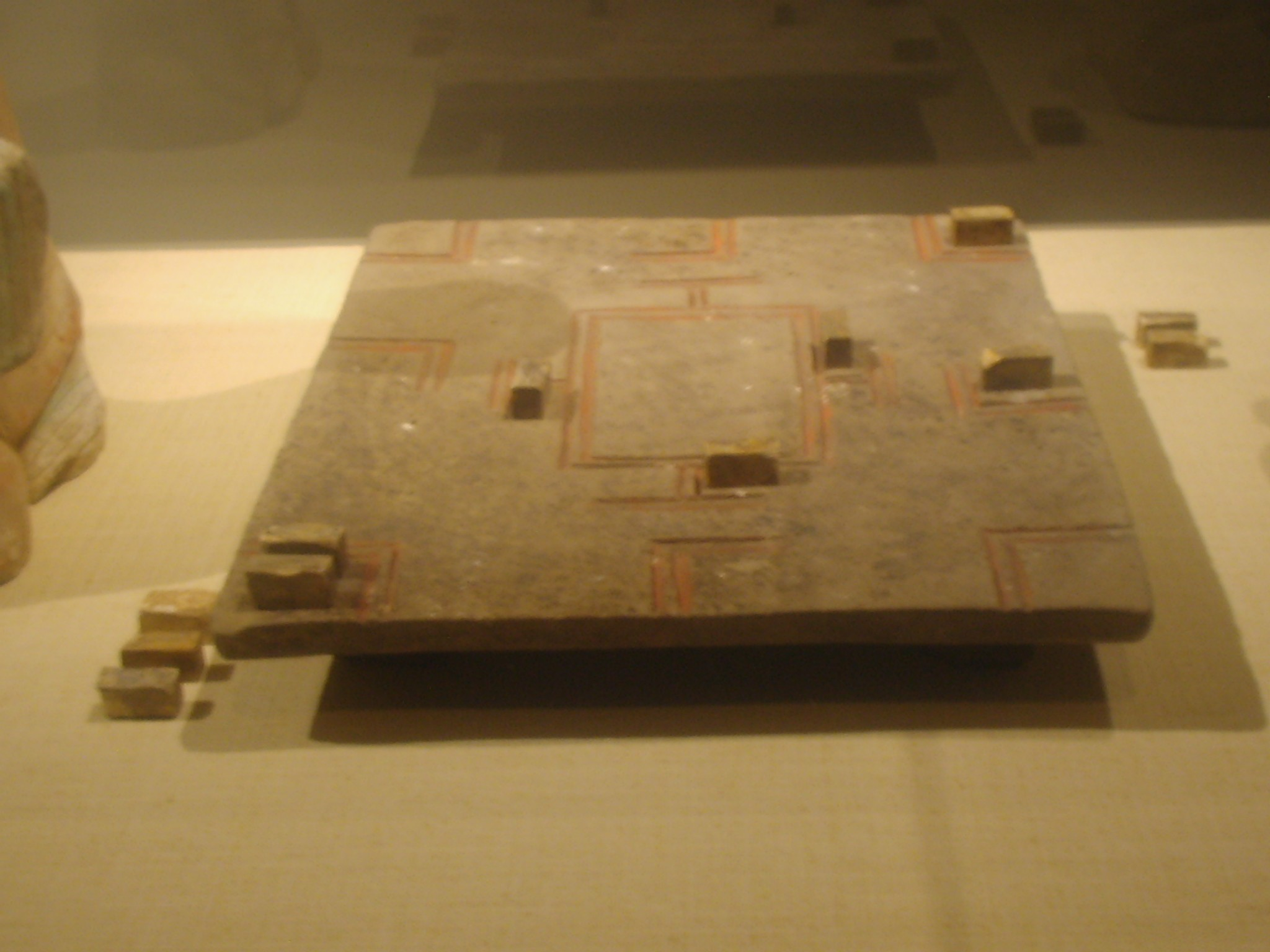
Liubo-Brett, Han-Dynastie, 1. Jahrhundert

Liubo, oder Liupo (chinesisch: 六博; pinyin: liù bó, Bedeutung: Sechs Stäbe), war ein antikes chinesisches Brettspiel. Es war etwa von 1500 v. Chr. bis 600 n. Chr. populär.

## Spielbrett

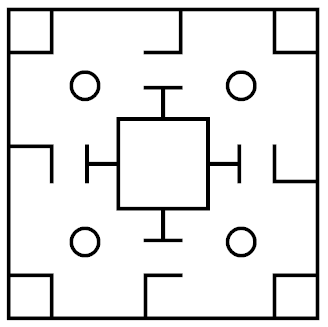
Spielbrett schematisch

Nach Röllicke sind für das Spiel beim Ziehen die zwölf 曲道,  qūdào – „Winkelwege“ am Wichtigsten. Diese sind – wie bereits 139 v. Chr. im Buch Huainanzi beschrieben – nach dem kosmologischen System 二繩四鉤,  èrshéng sìgōu – „2 Seile – 4 Haken“ angeordnet (vgl. hierzu auch Chinesischer Kompass und Lo Pan). Das eine „Seil“ verbindet Süd und Nord, das andere verbindet West und Ost. Die 4 „Winkel“, die jeweils zwei Nebenhimmelsrichtungen verknüpfen, kennzeichnen dabei nach Röllicke (ebenda):
- die zyklischen Zwischenstände der Mondmonate (geteilt in zwei Hälften zu sechs in Übereinstimmung mit den sechs yin und sechs yang der Tonskala),
- die Phasen des aus zwölf Erdenjahren bestehenden Jupiterzyklus,
- die Lage der Sternhäuser und ebenso die
- Markierungen der auf zwölf festgesetzten Phasen jedes Tages.

Auf diese Weise wird der Himmel (Kreis) auf die Erde (Quadrat) projiziert.

## Spielutensilien
In zwei archäologischen Funden befanden sich sogenannte „Sendtäfelchen“, die minutiös alle Grabbeigaben aufführen (Mawangdui und Fenghuangshan):
| Mawangdui | Fenghuangshan                    |
| --- | -------------------------------- |
| 12 qi [“Spielsteine”] (6 weiß, 6 schwarz) | dito                             |
| 20 zhishi qi [“zum Fressen hingelegte Spielsteine”] "Fische"? | dito                             |
| 30 suan [“Zählstengel”] (kurz) Spielmarken oder -bons in Form von Stäbchen | dito                             |
| 12 suan [“Zählstengel”] (lang) | dito                             |
| 1 gedao [“Schneidmesser”] | dito                             |
| 1 xiao [“Schneide”] | dito                             |
| Hölzerner Würfel mit 18 Seiten (象XXXX) cai [“Pflücker, Sammler”] oder auch qiong Aufbau des Würfels (Flächen): jiao 13 - 14 - 15 - 16 12 - 1 - 11 - 2 - 9 - 5 - 10 - 3 4 - 6 - 7 - 8 wei | achtzehnseitiger Würfel          |
| - | bo [“Stäbe”]                     |
| - | 1 boxi [“Matte für die Stäbe”]   |
| - | 1 bonang [“Etui für die Stäbe”]. |

Die „sechs Stäbe“ (gespaltene Bambusrohre; bekannt aus anderen Funden) sind nicht aufgeführt.

## Spielregeln
Die Spielregeln sind nicht überliefert. In der Literatur wird es gelegentlich als ein mit Würfeln gespieltes Kriegsspiel wie auch als gewöhnliches Brettspiel beschrieben. Vermutlich haben sich Regeln und Charakter des Spiels im Laufe der Jahre stark verändert. Die Spielsteine werden meist als Fische, Steine und Eulen, seltener als Generäle und Bauern (analog zum Schachspiel) bezeichnet.
Der chinesisch-US-amerikanische Sinologe Yang Lien-sheng versuchte, die Regeln zu rekonstruieren. Seiner Meinung nach wurde Liubo von zwei Spielern mit je sechs Steinen und sechs Stäben gespielt.